# Карбид диниобия
Карбид диниобия — бинарное неорганическое соединение металла ниобия и углерода 
с формулой Nb2C,
серые кристаллы с металлическим блеском,
не растворимые в воде.

## Получение
- Нагревание смеси угля и порошкообразного ниобия:

{\displaystyle {\mathsf {Nb+C\ {\xrightarrow {3000^{o}C}}\ Nb_{2}C}}}
- Нагревание смеси карбида ниобия и порошкообразного ниобия:

{\displaystyle {\mathsf {Nb+NbC\ {\xrightarrow {2500^{o}C}}\ Nb_{2}C}}}

## Физические свойства
Карбид диниобия образует серые кристаллы с металлическим блеском нескольких модификаций:
- α-Nb2C, ромбическая сингония, пространственная группа P bcn, существует при температурах ниже 1230°С;
- β-Nb2C, гексагональная сингония, пространственная группа P 6322, параметры ячейки a = 0,312 нм, c = 0,496 нм, существует при температурах в диапазоне 1230÷2450°С;
- γ-Nb2C, неупорядоченная структура гексагональной сингонии, существует при температурах выше 2450°С;

В зависимости от способа получения продукт имеет значительные отклонения от стехиометрического состава.
При температуре 9,2 К происходит переход в сверхпроводящее состояние.